# Чемпионат Европы по футболу 2008 (отборочный турнир, группа E)
Отборочный турнир чемпионата Европы по футболу 2008 года в группе E длился с 16 августа 2006 по 21 ноября 2007. В группе E соревновались семь сборных: Англия, Андорра, Израиль, Македония, Россия, Хорватия и Эстония.

## Результаты
- Сборная Хорватии сенсационно заняла первое место в группе, преодолев преследовавший её кризис. Хорваты уверенно расправились со всеми своими конкурентами, разыграв две нулевые ничьи с Россией и уступив только Македонии в предпоследнем туре 0:2. В последнем туре (результат которого уже не имел значения для сборной) победа хорватов над англичанами со счётом 3:2 вывела Россию на Евро-2008.
- В самый последний момент сборная России вырвала путёвку у сборной Англии только благодаря победе сборной Хорватии в Лондоне со счётом 3:2, с трудом одолев Андорру со счётом 1:0. По ходу турнира российская сборная в Лондоне проиграла разгромно своим конкурентам 0:3, но дома взяла реванш со счётом 2:1.
- Англия стала единственной сборной из первой группы, не попавшей на чемпионат Европы впервые с 1980 года и пропустившей крупный турнир впервые с 1994 года. Англичане, несмотря на уверенные победы, потеряли очки в матчах не только с лидерами группы, но и с командами Израиля и Македонии.
- Израиль, у которого сборная России взяла только одно очко, занял четвёртое место, сравнявшись с англичанами по очкам, но уступив по показателю личных встреч.
- Македония заняла пятое место в группе, сумев отнять очки у англичан в гостевом поединке. Она отметилась также тем, что в гостевой игре с Россией после удаления вратаря не реализовала пенальти и проиграла в большинстве.
- Эстония заняла шестое место в группе, набрав очки только за счёт побед над Андоррой и ничьей с македонцами. На ход отборочной кампании эстонцы практически не повлияли.
- Андорра снова осталась на последнем месте в группе (на этот раз на седьмом), проиграв все матчи и став одной из самых грубых команд в отборочном турнире.

| Группа E     | 1   | 2   | 3   | 4   | 5   | 6   | 7   | И  | В | Н | П  | М     | О  |
| ------------ | --- | --- | --- | --- | --- | --- | --- | -- | - | - | -- | ----- | -- |
| 1. Хорватия  |     | 0:0 | 2:0 | 1:0 | 2:1 | 2:0 | 7:0 | 12 | 9 | 2 | 1  | 28-8  | 29 |
| 2. Россия    | 0:0 |     | 2:1 | 1:1 | 3:0 | 2:0 | 4:0 | 12 | 7 | 3 | 2  | 18-7  | 24 |
| 3. Англия    | 2:3 | 3:0 |     | 3:0 | 0:0 | 3:0 | 5:0 | 12 | 7 | 2 | 3  | 24-7  | 23 |
| 4. Израиль   | 3:4 | 2:1 | 0:0 |     | 1:0 | 4:0 | 4:1 | 12 | 7 | 2 | 3  | 20-12 | 23 |
| 5. Македония | 2:0 | 0:2 | 0:1 | 1:2 |     | 1:1 | 3:0 | 12 | 4 | 2 | 6  | 12-12 | 14 |
| 6. Эстония   | 0:1 | 0:2 | 0:3 | 0:1 | 0:1 |     | 2:1 | 12 | 2 | 1 | 9  | 5-21  | 7  |
| 7. Андорра   | 0:6 | 0:1 | 0:3 | 0:2 | 0:3 | 0:2 |     | 12 | 0 | 0 | 12 | 2-42  | 0  |

## Матчи
Календарь встреч был определён 3 марта 2006 в Ньоне.
| Эстония | 0 : 1 | Македония    |
| ------- | ----- | ------------ |
|         |       | 73′ Седлоски |

| Англия                                       | 5 : 0 | Андорра |
| -------------------------------------------- | ----- | ------- |
| Крауч 5′, 66′ · Джеррард 13′ · Дефо 38′, 47′ |       |         |

| Эстония | 0 : 1 | Израиль     |
| ------- | ----- | ----------- |
|         |       | 8′ Колаутти |

| Россия | 0 : 0 | Хорватия |
| ------ | ----- | -------- |
|        |       |          |

| Израиль                                                   | 4 : 1 | Андорра       |
| --------------------------------------------------------- | ----- | ------------- |
| Бенаюн 9′ · Бен Шушан 11′ · Гершон 43′ (пен.) · Тамуз 69′ |       | 84′ Фернандес |

| Македония | 0 : 1 | Англия    |
| --------- | ----- | --------- |
|           |       | 46′ Крауч |

| Россия     | 1 : 1 | Израиль       |
| ---------- | ----- | ------------- |
| Аршавин 5′ |       | 84′ Бен Шушан |

| Англия | 0 : 0 | Македония |
| ------ | ----- | --------- |
|        |       |           |

| Хорватия                                                           | 7 : 0 | Андорра |
| ------------------------------------------------------------------ | ----- | ------- |
| Петрич 12′, 37′, 48′, 50′ · Класнич 58′ · Балабан 62′ · Модрич 83′ |       |         |

| Андорра | 0 : 3 | Македония                                 |
| ------- | ----- | ----------------------------------------- |
|         |       | 13′ Пандев · 16′ Новеский · 31′ Наумоский |

| Россия                    | 2 : 0 | Эстония |
| ------------------------- | ----- | ------- |
| Погребняк 78′ · Сычёв 90′ |       |         |

| Хорватия                        | 2 : 0 | Англия |
| ------------------------------- | ----- | ------ |
| Эдуардо 61′ · Невилл 68′ (авт.) |       |        |

| Македония | 0 : 2 | Россия                    |
| --------- | ----- | ------------------------- |
|           |       | 18′ Быстров · 32′ Аршавин |

| Израиль                       | 3 : 4 | Хорватия                                |
| ----------------------------- | ----- | --------------------------------------- |
| Колаутти 8′, 89′ · Бенаюн 68′ |       | 35′ (пен.) Срна · 39′, 54′, 72′ Эдуардо |

| Эстония | 0 : 2 | Россия                     |
| ------- | ----- | -------------------------- |
|         |       | 66′ Быстров · 78′ Кержаков |

| Израиль | 0 : 0 | Англия |
| ------- | ----- | ------ |
|         |       |        |

| Хорватия               | 2 : 1 | Македония    |
| ---------------------- | ----- | ------------ |
| Срна 58′ · Эдуардо 88′ |       | 36′ Седлоски |

| Израиль                                 | 4 : 0 | Эстония |
| --------------------------------------- | ----- | ------- |
| Таль 19′ · Колаутти 29′ · Саар 77′, 80′ |       |         |

| Андорра | 0 : 3 | Англия                             |
| ------- | ----- | ---------------------------------- |
|         |       | 54′, 76′ Джеррард · 90+2′ Ньюджент |

| Эстония | 0 : 1 | Хорватия    |
| ------- | ----- | ----------- |
|         |       | 32′ Эдуардо |

| Россия                            | 4 : 0 | Андорра |
| --------------------------------- | ----- | ------- |
| Кержаков 8′, 16′, 49′ · Сычёв 71′ |       |         |

| Македония   | 1 : 2 | Израиль                   |
| ----------- | ----- | ------------------------- |
| Стойков 13′ |       | 11′ Ицхаки · 44′ Колаутти |

| Андорра | 0 : 2 | Израиль                  |
| ------- | ----- | ------------------------ |
|         |       | 37′ Тамуз · 53′ Колаутти |

| Хорватия | 0 : 0 | Россия |
| -------- | ----- | ------ |
|          |       |        |

| Эстония | 0 : 3 | Англия                          |
| ------- | ----- | ------------------------------- |
|         |       | 37′ Коул · 54′ Крауч · 62′ Оуэн |

| Эстония                     | 2 : 1 | Андорра    |
| --------------------------- | ----- | ---------- |
| Пийроя 34′ · Зелински 90+2′ |       | 87′ Сильва |

| Россия                                        | 3 : 0 | Македония |
| --------------------------------------------- | ----- | --------- |
| В. Березуцкий 8′ · Аршавин 84′ · Кержаков 88′ |       |           |

| Англия                                    | 3 : 0 | Израиль |
| ----------------------------------------- | ----- | ------- |
| Райт-Филлипс 20′ · Оуэн 49′ · Ричардс 66′ |       |         |

| Хорватия           | 2 : 0 | Эстония |
| ------------------ | ----- | ------- |
| Эдуардо 39′, 45+1′ |       |         |

| Андорра | 0 : 6 | Хорватия                                                              |
| ------- | ----- | --------------------------------------------------------------------- |
|         |       | 34′ Срна · 38′, 44′ Петрич · 49′ Краньчар · 55′ Эдуардо · 64′ Ракитич |

| Македония  | 1 : 1 | Эстония    |
| ---------- | ----- | ---------- |
| Мазнов 30′ |       | 17′ Пийроя |

| Англия                       | 3 : 0 | Россия |
| ---------------------------- | ----- | ------ |
| Оуэн 7′, 31′ · Фердинанд 84′ |       |        |

| Англия                                        | 3 : 0 | Эстония |
| --------------------------------------------- | ----- | ------- |
| Райт-Филлипс 11′ · Руни 32′ · Ряхн 33′ (авт.) |       |         |

| Хорватия    | 1 : 0 | Израиль |
| ----------- | ----- | ------- |
| Эдуардо 52′ |       |         |

| Россия                     | 2 : 1 | Англия   |
| -------------------------- | ----- | -------- |
| Павлюченко 69′ (пен.), 74′ |       | 29′ Руни |

| Македония                                 | 3 : 0 | Андорра |
| ----------------------------------------- | ----- | ------- |
| Наумоский 30′ · Седлоски 44′ · Пандев 59′ |       |         |

| Андорра | 0 : 2 | Эстония                 |
| ------- | ----- | ----------------------- |
|         |       | 31′ Опер · 60′ Линдпере |

| Израиль                 | 2 : 1 | Россия           |
| ----------------------- | ----- | ---------------- |
| Барда 10′ · Голан 90+2′ |       | 61′ Билялетдинов |

| Македония                  | 2 : 0 | Хорватия |
| -------------------------- | ----- | -------- |
| Мазнов 71′ · Наумоский 83′ |       |          |

| Израиль   | 1 : 0 | Македония |
| --------- | ----- | --------- |
| Барда 35′ |       |           |

| Андорра | 0 : 1 | Россия    |
| ------- | ----- | --------- |
|         |       | 39′ Сычёв |

| Англия                         | 2 : 3 | Хорватия                            |
| ------------------------------ | ----- | ----------------------------------- |
| Лэмпард 56′ (пен.) · Крауч 65′ |       | 8′ Краньчар · 14′ Олич · 77′ Петрич |

## Бомбардиры
| Место | Игрок              | Сборная   | Голы |
| ----- | ------------------ | --------- | ---- |
| 1     | Эдуардо да Силва   | Хорватия  | 10   |
| 2     | Младен Петрич      | Хорватия  | 7    |
| 3     | Роберто Колаутти   | Израиль   | 6    |
| 4     | Питер Крауч        | Англия    | 5    |
| 4     | Александр Кержаков | Россия    | 5    |
| 6     | Майкл Оуэн         | Англия    | 4    |
| 7     | Андрей Аршавин     | Россия    | 3    |
| 7     | Стивен Джеррард    | Англия    | 3    |
| 7     | Илчо Наумоски      | Македония | 3    |
| 7     | Гоце Седлоски      | Македония | 3    |
| 7     | Дарио Срна         | Хорватия  | 3    |
| 7     | Дмитрий Сычёв      | Россия    | 3    |

2 гола
- Хорватия: Нико Краньчар
- Англия: Джермейн Дефо, Уэйн Руни, Шон Райт-Филлипс
- Эстония: Райо Пийроя
- Израиль: Эльянив Барда, Йосси Бенаюн, Амит Бен-Шушан, Бен Саар, Тото Тамуз
- Македония: Горан Мазнов, Горан Пандев
- Россия: Владимир Быстров, Роман Павлюченко

1 гол
- Андорра: Хули Фернандес, Фернандо Сильва
- Хорватия: Бошко Балабан, Иван Класнич, Лука Модрич, Ивица Олич, Иван Ракитич
- Англия: Джо Коул, Рио Фердинанд, Фрэнк Лэмпард, Дэвид Ньюджент, Майка Ричардс
- Эстония: Йоэль Линдпере, Андрес Опер, Индрек Зелински
- Израиль: Шимон Гершон, Омер Голан, Идан Таль, Барак Ицхаки
- Македония: Николче Новески, Ацо Стойков
- Россия: Василий Березуцкий, Динияр Билялетдинов, Павел Погребняк

Автоголы
- Англия: Гари Невилл (соперник —  Хорватия)
- Эстония: Таави Рян (соперник —  Англия)